# Principauté de Rheina-Wolbeck

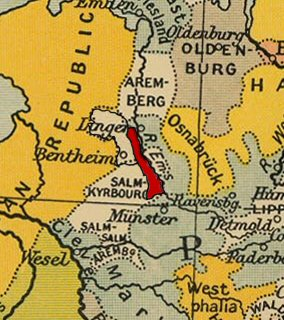
La principauté de Rheina-Wolbeck (en rouge)

La principauté de Rheina-Wolbeck (en allemand Fürstentum Rheina-Wolbeck) est une ancienne principauté du saint-Empire romain germanique, située aujourd'hui dans le land de Rhénanie-du-Nord-Westphalie. Sa capitale était Rheine.
Appartenant à la principauté épiscopale de Münster, elle fut donnée en 1803 au duc Guillaume-Joseph de Looz-Corswarem (de), chef de la Maison de Corswarem, en compensation de la perte de ses États située sur la rive droite du Rhin.
Médiatisée en 1806, elle fut rattachée par Napoléon Ier au grand-duché de Berg, puis annexée par la France en 1811 (dans le département de la Lippe), avant d'être donnée à la Prusse par le congrès de Vienne en 1815. 
La principauté passa par mariage dans la maison de Lannoy, et le roi Frédéric-Guillaume IV de Prusse conféra le titre de prince de Rheina-Wolbeck (Fürst zu Rheina-Wolbeck) au comte Napoléon de Lannoy de Clervaux.